# Fiesta de la Candelaria
La Candelaria es una fiesta popular celebrada por los católicos, que celebra la Presentación de Jesús en el Templo, la Purificación de la Virgen después del parto y la Virgen de la Candelaria, advocación mariana aparecida en Tenerife (Islas Canarias) en el siglo XV. Tiene lugar el 2 de febrero, y en algunos lugares de España se extiende durante varios días, generalmente por ser la patrona del lugar. Generalmente se pasa al primer fin de semana de febrero.

## Origen de la Fiesta de La Candelaria

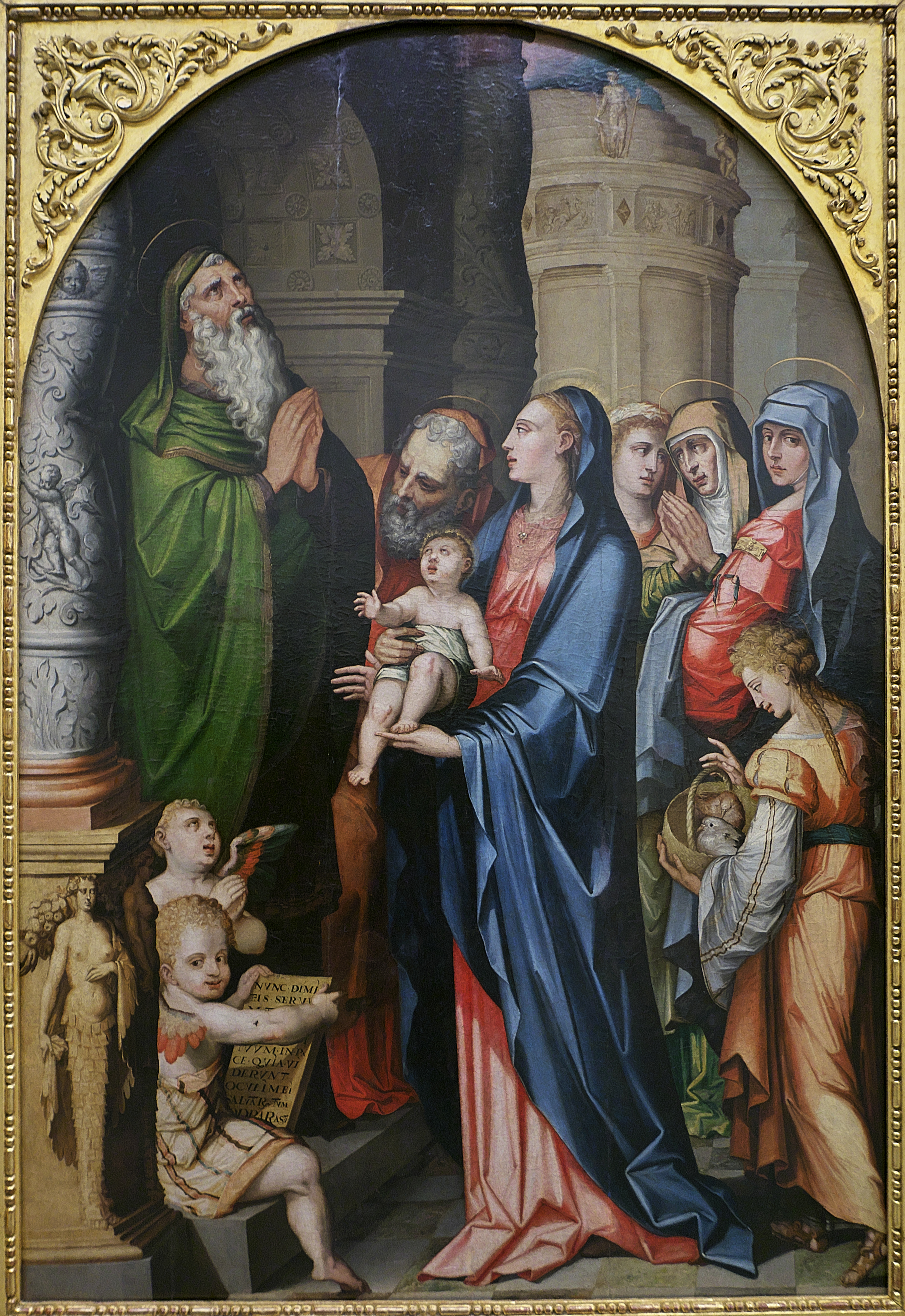
Purificación de la Virgen, pintura de Luis de Vargas (ca. 1560)

Inicialmente la fiesta de la Candelaria o de la Luz tuvo su origen en el Oriente con el nombre del Encuentro, posteriormente se extendió al Occidente en el siglo VI, llegando a celebrarse en Roma con un carácter penitencial. En Jerusalén se celebraba con una procesión con velas encendidas hasta la Basílica de la Resurrección (Santo Sepulcro), la cual había sido mandada construir por órdenes del Emperador Constantino. Aunque según otros investigadores, esta fiesta tuvo su origen en la antigua Roma, donde la procesión de las candelas formaba parte de la fiesta de las Lupercales. También se puede considerar a la festividad celta de Imbolc como precedente, celebrada a inicios de febrero e incluyendo elementos comunes tales como el encendido de velas.
Siglos después, en torno al año 1392 o 1400, una imagen de la Virgen María que representaba esta advocación, fue encontrada a la orilla del mar por dos pastores guanches de la isla canaria de Tenerife. Tras el hallazgo de la imagen de la Virgen en Canarias y su identificación iconográfica con el acontecimiento bíblico de la Presentación del Niño Jesús y la Purificación de María, la fiesta empezó a celebrarse con un carácter mariano en el año 1497, cuando el Adelantado de las Islas Canarias Alonso Fernández de Lugo, celebró la primera Fiesta de Las Candelas (ya como Virgen María de La Candelaria), coincidiendo con la Fiesta de la Purificación, el 2 de febrero. Previamente los guanches celebraban una festividad en torno a la imagen de la Virgen durante la fiesta del Beñesmen en el mes de agosto. Esta era la fiesta de la cosecha, lo cual marcaba el inicio del año. En la actualidad, la fiesta de la Virgen de la Candelaria en las Islas Canarias se celebra además del 2 de febrero también el 15 de agosto, día de la Asunción de la Virgen María en el santoral católico. Para algunos historiadores, las fiestas celebradas en honor a la Virgen durante el mes de agosto son una reminiscencia sincretizada de las antiguas fiestas del Beñesmen aborigen.
Más tarde esta advocación mariana y su fiesta serían llevadas a varias naciones americanas de mano de los emigrantes canarios.
La Fiesta de La Candelaria se celebra, según el calendario o santoral católico, el 2 de febrero, en recuerdo al pasaje bíblico de la Presentación del Niño Jesús en el Templo de Jerusalén (Lc 2;22-39) y la purificación de la Virgen María después del parto, para cumplir la prescripción de la Ley del Antiguo Testamento (Lev 12;1-8). La fiesta es conocida y celebrada con diversos nombres: la Presentación del Señor, la Purificación de María, la fiesta de la Luz y la fiesta de las Candelas; todos estos nombres expresan el significado de la fiesta. Cristo, la Luz del mundo presentada por su Madre en el Templo, viene a iluminar a todos como la vela o las candelas, de donde se deriva el nombre de Candelaria.

## Fiesta de la Virgen de Candelaria en Canarias

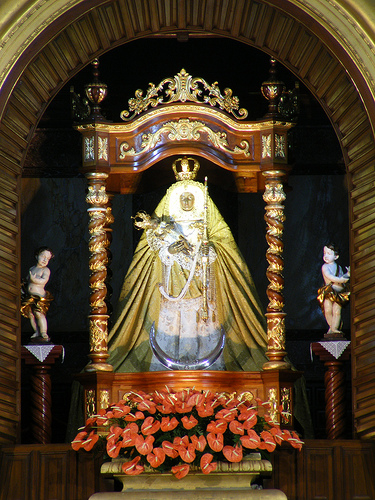
Imagen de la Virgen de Candelaria (Patrona de Canarias)

Esta advocación de la Virgen María es de origen canario, pues fue este el lugar donde tuvo lugar su aparición, y donde también ostenta el cargo canónico de Patrona de Canarias. En Tenerife (lugar de su aparición) se celebra tanto el 2 de febrero como el 15 de agosto (esta última se celebra desde el siglo XVIII, y por estar vinculada al día de su aparición). El 2 de febrero es fiesta en la isla de Tenerife, mientras que el 15 de agosto (día de la Asunción de María a los Cielos), es fiesta nacional en España, si bien en Canarias es el día en que se la celebra como patrona de este archipiélago.
En las fechas cercanas al 2 de febrero y al 15 de agosto (días de su fiesta), la imagen es bajada en secreto del camarín para colocarla en un trono procesional repujado en plata. Mientras la Virgen está en su trono procesional se coloca en un lateral de la nave central de la basílica, justo debajo de la cúpula. Allí la Virgen permanece más cerca de sus fieles hasta que termina su fiesta, cuando regresa de nuevo al camarín. La Fiesta de la Virgen de Candelaria del 15 de agosto tiene la consideración de Fiesta de Interés Turístico Nacional de España.
Desde el año 2021, la presentación del cartel, pregonero y programa de las fiestas de agosto de la Virgen se realiza alternativamente en una isla diferente del Archipiélago. Esto, debido a la condición de la Virgen de Candelaria como patrona regional de Canarias. El pregonero suele ser un personaje ilustre de la isla en cuestión: en 2021 en Gran Canaria (siendo pregonero Pepe Dámaso), en 2022 en La Palma (con Luis Morera), en 2023 en Fuerteventura (con Domingo Rodríguez "El Colorao"), en 2024 en La Gomera (siendo pregonero Casimiro Curbelo) y en 2025 en Lanzarote (con Alfredo Díaz, de la Fundación César Manrique).

### Principales actos de las fiestas de Candelaria
Las fiestas de la Virgen de Candelaria se celebran dos veces al año, en febrero y en agosto, ambas poseen gran participación y gran cantidad de actos, entre los principales destacan; 
- Febrero (Festividad Litúrgica)
  - 24 de enero: Misa de apertura de las fiestas de febrero, día de la conmemoración del aniversario de la designación del Santuario de Candelaria como Basílica menor.
  - Último fin de semana de enero: Marcha Infantil Misionera.
  - 1 de febrero: Procesión de Las Candelas.
  - 2 de febrero: Misa Pontifical y posterior procesión.
  - 3 de febrero: Misa y procesión de San Blas.

- Agosto (Festividad Popular)
  - Primera semana de agosto: Lectura del Pregón.
  - 14 de agosto: Ceremonia del Hallazgo de la Virgen y posterior procesión.
  - 15 de agosto: Solemne Misa Pontifical y posterior procesión. Por la noche Romería Ofrenda de las Islas Canarias a su patrona.
  - Domingo siguiente al 15 de agosto: Octava de la Virgen, misa de acción de gracias y posterior procesión.

## Fiestas Decenales de la Virgen de la Candelaria en Valls
Las Fiestas Decenales de la Virgen de la Candela de Valls, en la comarca del Alto Campo, dentro de la provincia de Tarragona, España. Tienen su origen en la devoción que la ciudad tiene hacia la Virgen de la Candela. Constan documentalmente las súplicas dirigidas a la Virgen por parte de las vallenses y de los vallenses cuando la peste diezmaba la ciudad el año 1348. La festividad dedicada a la Virgen de la Candela se celebra cada 2 de febrero.
La imagen de la Virgen de la Candela preside la capilla que lleva su nombre a la iglesia arciprestal de San Juan es del siglo XIV. La pieza fue salvada, aunque con importantes daños, de los estragos de la Guerra Civil.
Esta devoción de raíz cristiana se incrementó con la fundación de las Fiestas Decenales, debida al legado del beneficiario de la comunidad de presbíteros de la parroquia de San Juan, Josep Perellada Salabert, que se hizo efectivo a su muerte en el año 1788. Su albacea Pau Baldrich fue quien materializó su última voluntad.
Así, el 28 de enero de 1781, pocos días antes de la festividad de la Virgen, en casa del notario vallense Ignasi Casas, se reunieron una representación de la comunidad de presbíteros presidida por el Dr Jaume Cessat, el Dr Pau Baldrich y los concejales del Ayuntamiento de Valls (Tarragona) España. Se firmó el documento que estipulaba que cada diez años se haría una solemne procesión votiva en honor de la Virgen de la Candela. La imagen tendría que ser llevada por cuatro presbíteros de la ciudad, tendrían que asistir todos los sacerdotes de la localidad y el Ayuntamiento procuraría que participaran todas las cofradías vallenses. Desde entonces, de diez en diez, la ciudad de Valls ha afianzado su voto comunitario. En este sentido, las Fiestas Decenales son una fiesta votada.
En el año 1911 se produjo la coronación canónica de la imagen de la Virgen, oficiándola el arzobispo de Tarragona, que actuaba en representación del papa de Roma Pío X, y asistido por los obispos de Lérida, Urgel y Gerona.
Serían declaradas Fiesta tradicional de interés nacional el 5 de junio de 1991, por parte del Gobierno de la Generalidad de Cataluña.
En enero de 2010 se inaugura la remodelación de la capilla de la Virgen de la Candela en la iglesia de San Juan. Las tareas de mejora han consistido en la restauración de los cuadros, la limpieza de las coronas, la lámpara y la imagen de la virgen de la Candela y la rehabilitación de la capilla en general.
Desde el 24 de enero de 2010 hasta el 6 de febrero de 2011 Valls (Tarragona) celebra el año jubilar, concedido por el papa Benedicto XVI. Anualmente, la Virgen recibe devoción el 2 de febrero.

### Principales actos de las Fiestas Decenales
El primer viernes tienen lugar la tronada inaugural y el pregón. Por la noche se encienden las luminarias y se celebra el espectáculo inaugural.
El primer sábado se celebra el traslado de la Virgen desde el camarín hasta el altar mayor de la iglesia arciprestal de San Juan, momento en que empieza la novenadomingo. El acto central es el encuentro de grupos de torres humanas de Cataluña, único momento en que cada diez años la gran mayoría de agrupaciones comparten una actuación.
La víspera de la Candela, el 1 de febrero, es la noche del baile de gala, con orquestas internacionales, y de la verbena.
En la festividad de Madre de Dios, el día 2 de febrero, durante la mañana tiene lugar la bendición de las candelas, la celebración del oficio religioso, y la festividad castellera más matinal del calendario con la participación de las agrupaciones locales: Colla Vella dels Xiquets de Valls y Colla Joves dels Xiquets de Valls. Por la tarde noche, se lleva a cabo la procesión votiva, en la que participan todos los entremeses, bailes y danzas del séquito popular, y representaciones de todas las asociaciones y entidades vallenses con su correspondiente pendón o bandera, acompañando la imagen de la Virgen de la Candela.
El último domingo se devuelve al camarín la imagen de la Virgen y tiene lugar la clausura de las fiestas con un castillo de fuego.

## Lugar de origen

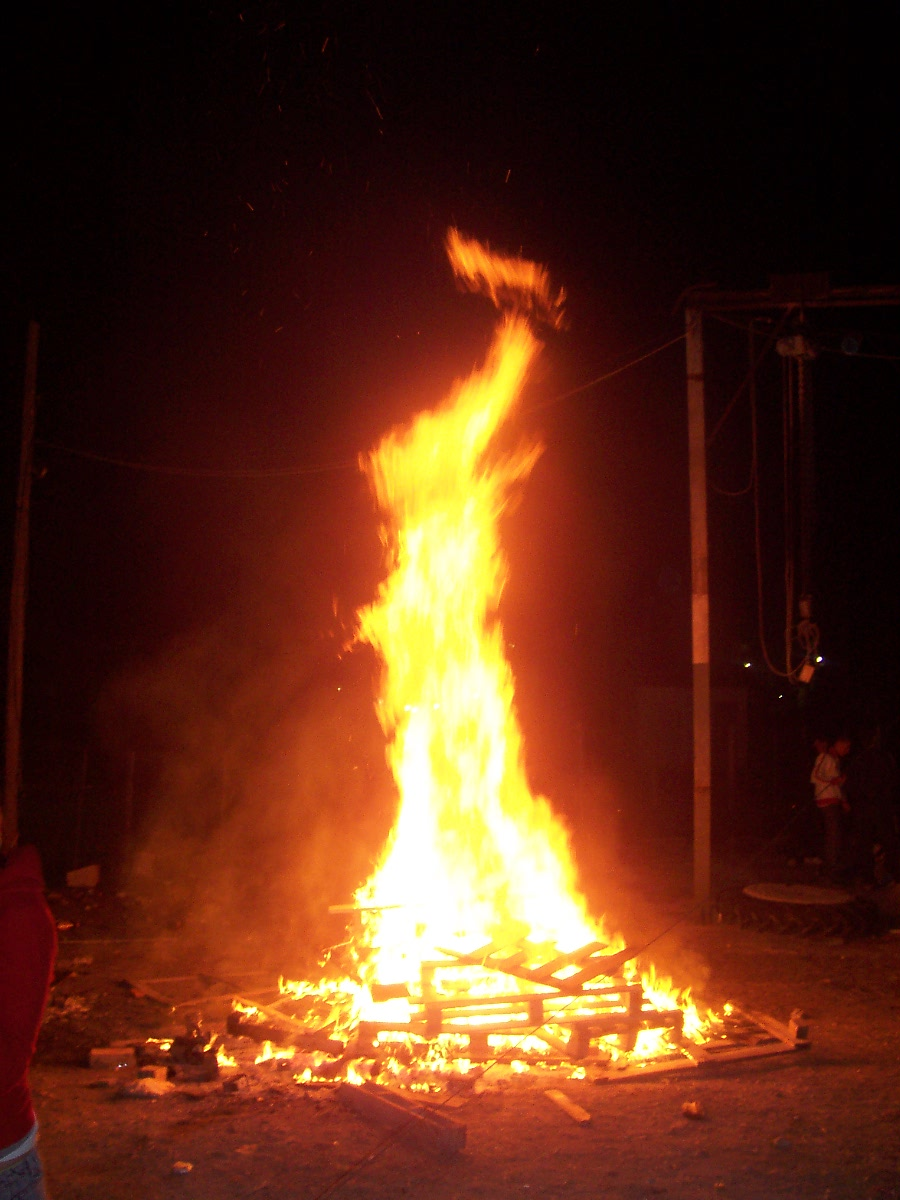
Candelarias de Pedrera (Sevilla)

### España

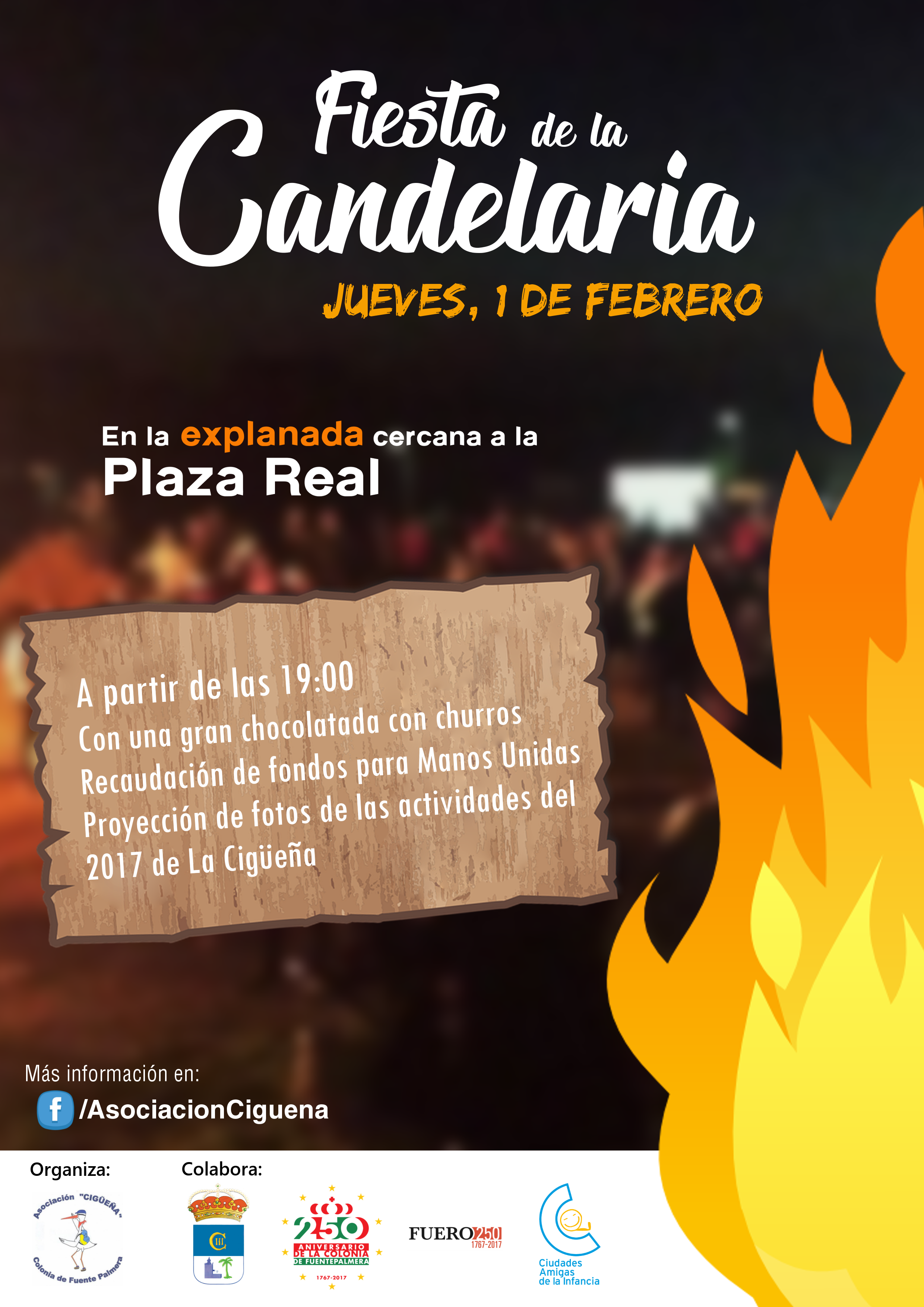
Cartel de la Fiesta de la Candelaria 2018

En Andalucía, en el sur de España, los actos festivos varían en cada pueblo o ciudad. En el interior suelen estar centrados en una o varias hogueras, con bailes, comida y bebida alrededor. En esta zona, son destacables los pueblos de la Sierra sur sevillana, como Pedrera (Sevilla), Gilena, Estepa o Casariche, donde más de 500 hogueras son encendidas en esta festividad con una alta participación de todos los vecinos y gente venidas de fuera. En Jódar, en la provincia de Jaén, esta fiesta es conocida como la Virgen de las Roscas, sus orígenes se remontan al siglo XVII, por lo menos documentalmente, los niños llevan ese día a la iglesia de La Asunción ramos de romero del que penden roscos de vistosos colores cogidos con cintas de colores. Las niñas llevan cestillas con ramos de romero y los mismos roscos. Todos esperan ansiosos, con los ramos alzados, la bendición del sacerdote, entre la algarabía y los nervios.
Esta festividad también es celebrada en Priego de Córdoba donde además de encender la candela en las plazas, hay costumbre de encenderla en los colegios, donde los niños hacen danzas alrededor de ella. En Adamuz, también provincia de Córdoba, es celebrada esta fiesta durante toda la noche alrededor de numerosas candelas hechas con romero sobre las que los jóvenes de la localidad saltan. Este es el hecho por el cual se conoce a los adamuceños como culiquemaos. En Nueva Carteya hay costumbre de hacer las candelas con los restos de la tala que se le hacen a los olivos tras la recolecta de su fruto. Todos los vecinos, los grupos de amigos y familias realizan su propia candela donde bailan, beben y comen, generalmente carne a la brasa, sobre todo el chorizo. Se realiza también la quema de la Rosca de San Blas del año anterior.
En Fuente Palmera es popular celebrar esta fiesta durante la noche del 1 de febrero, organizado habitualmente por la Asociación Cigüeña, y donde se reparten churros con chocolate alrededor de la hoguera. Esta celebración tiene carácter solidario, pues los fondos generados a modo de donativo voluntario van destinados a proyectos de Manos Unidas. 
En Cabra, también en Córdoba, se celebra una romería muy popular al santuario de Nuestra Señora de la Sierra, patrona de la ciudad. Tras la bendición de velas y candelas, sale en procesión el niño Jesús de la Virgen de la Sierra, llevado por el rector del Santuario. La fiesta, que se celebra el domingo más próximo al 2 de febrero en la sierra de Cabra, recuerda la presentación del niño Jesús en el templo, y por eso acompañan a la imagen del divino Infante niños que llevan dos tórtolas o palomas, que suelen vestirse con algún disfraz. Se llevan también tartas, roscas de san Blas y otros presentes que luego se subastan en una rifa. Las personas que participan en la procesión que tiene lugar alrededor del histórico Santuario de la Virgen de la Sierra, llevan velas encendidas con unas ramas de romero. El romero se quema en las candelas y con las velas, fundiéndose su olor con el de las ofrendas de incienso. Pero también hay una costumbre de llevarse estas velas con romero que se guardan para "cuando hay tormentas", como nos dice una anciana devota que siempre acude con sus hijos, nietos y biznietos a esta singular y ancestral romería serrana. 
En Polícar (Granada), al sur de España en la víspera de La Candelaria se hacen los tradicionales Chiscos. Consiste en ir al campo a recoger leña y las típicas bolisnas, para, a la caída de la tarde, hacer lumbres o chiscos en diferentes lugares del pueblo. Es costumbre que los vecinos se junten en el chisco para comer y asar productos de la tierra, sobre todo de la matanza, beber el buen vino del pueblo y comer rosetas.
En Alhama de Granada (Granada), se inicia la preparación de la fiesta de la Candelaria, en enero, y el 2 de febrero las calles de Alhama se iluminan con las "candelas" (hogueras) que encienden los vecinos, aportando el ayuntamiento la leña y la arena necesaria para alimentar sin peligro la hoguera. Por su parte, los vecinos deben componer los "merceores" (mecedores o columpios) que se montan esa noche, para cantar al mismo tiempo coplillas tradicionales.
También se celebra en el suroeste de España, en el pueblo extremeño de Castuera, pueblo situado en la comarca de La Serena en Badajoz, donde todos sus habitantes pasan el día en el campo con sus familiares o amigos a comer Regañás y en Torre de Miguel Sesmero festejando el día de la patrona del pueblo con verbenas, procesiones y quema de las candelas. Otra localidad donde se celebra es El Casar, Guadalajara, en el interior de España. El primer fin de semana del mes de febrero, los casareños/a s tienen cada año su cita obligada con la celebración de la fiesta de Candelas, declarada de interés turístico provincial, y cuyos orígenes se remontan al siglo XVI. La fiesta, con algún que otro altibajo, ha llegado hasta nuestros días conservando el simbolismo de siglos anteriores.
En esencia durante las Candelas se honra a la Virgen de la Candelaria y a San Blas y se aúnan en un solo componente devoción y fe, prueba de ello, lo tenemos en el pequeño pueblo de Colmenar (Málaga), dónde dicha Virgen es lo más importante de este y no existe casa donde no tengamos la imagen de la misma, la celebración de la procesión se produce el primer domingo de febrero, junto a San Blas, más de diez horas de procesión donde los fieles pueden triplicar la población de dicho pueblo en este gran día, sin duda el acontecimiento más grande del año en esta zona. Elementos militares y patrióticos, literarios y como no, Fervor entre todos los participantes y visitantes en este día además de mucha diversión sobre todo para quienes, cada año, adquieren el compromiso de mantener la tradición.
- Arbancón (Guadalajara)
  - 2 de febrero: 10:00 Salida de la Botarga por las calles.

11:00 Pasacalles amenizado por los Dulzaineros, acompañados de la Botarga.
12:00 Santa Misa y procesión en honor a la Virgen de las Candelas.
13:00 Limonada en el salón de actos del Ayuntamiento, amenizado por los Dulzaineros.
17:00 Chocolate caliente, en el salón de actos del Ayuntamiento.
- - 3 de febrero: 19:30 Nombramiento de Alcaldesa Mayor de Santa Águeda, en el Museo de Historia y Costumbres y reparto de Limonada para las asistentas.

20:00 Hoguera de la Candelaria en la plaza del Museo, amenizado por la Charanga.
20:30 Proyección de Imágenes de Homenaje a Victorino Jadraque, en el Museo de Historia y Costumbres de Arbancón.
21:00 cena de Aguedas.
22:00 Pasacalles con la Charanga hasta los bares.
00:00 Continúa la Fiesta con la Charanga en el salón de actos del Ayuntamiento.
- - 4 de febrero: 12:00 Pasacalles amenizado por la Charanga, acompañados de la Botarga.

13:00 Entrega Premio Botarga del Año a continuación Vino Español en el salón de actos del Ayuntamiento, amenizado por la Charanga.
16:00 traca Inaugural de la Suelta de Vaquillas de las Candelas, desde la plaza de toros.
16:15 Suelta de Vaquillas de Las Candelas por las calles.
18:30 Pasacalles desde la plaza de toros con la Botarga y la Charanga hasta el salón de actos del Ayuntamiento.
22:00 cena de Matrimonios. Inscripción previa.
00:00 Gran Verbena de Disfraces con Orquesta en el salón de actos del Ayuntamiento.
5 de febrero: 12:00 Las Águedas acuden a buscar a la alcaldesa de Santa Águeda.
12:15 Santa Misa en honor a Santa Águeda.
15:00 comida Fin de Fiesta en el salón de actos del Ayuntamiento.
- Toledo capital
  - 2 de febrero primer fin de semana de febrero
  - La Festividad de la Candelaria se vivirá este fin de semana hasta en tres parroquias de la ciudad.
  - El barrio de Azucaica festejará a su patrona el sábado con actos religiosos y una verbena popular en las instalaciones del centro cívico.

Asimismo, el domingo, a las 12,00 horas, tendrá lugar la celebración litúrgica concelebrada por los sacerdotes del barrio con la participación del coro parroquial. Durante la misma, se presentará a los pequeños nacidos en el último año ante la imagen mariana que se venera en Azucaica bajo la advocación de Candelaria.
La banda municipal de música acompañará al cortejo procesional que tras los oficios religiosos recorrerá las principales calles del barrio con el paso de la Virgen de la Candelaria. Estas fiestas son también un momento de convivencia final que finalizará por la tarde con la subasta de flores, velas y roscas.
- - El barrio de Azucaica festejará la Candelaria. La Hermandad de la Virgen de la Salud de San Clemente celebrará el domingo su función principal en la parroquia de Santa Leocadia, ya que por obras no pueden acceder a la iglesia del convento de San Clemente.

La hermandad ha decidido suspender la procesión con la Virgen de la Salud que cada año recorre la feligresía de Santa Leocadia y celebrar la Candelaria con la eucaristía que oficiará el párroco y consiliario de la cofradía.
- - San Miguel el alto. En la iglesia de San Miguel el Alto, el párroco oficiará el domingo a las 12,30 horas la eucaristía en honor a la Virgen de los Remedios. Asimismo, los más pequeños podrán pasar por el manto de la Virgen, y se dará la bendición a las mujeres en estado de buena esperanza. La mañana finalizará con una convivencia.

Otros lugaraes
- La Ametlla de Mar (Tarragona)
  - del 1 de febrero al 6 de febrero
- Arbancón (Guadalajara)
  - del 1 de febrero al 6 de febrero
- Almendralejo (Badajoz)
  - 2 de febrero (aprox.)
- Ruidera (Ciudad Real)
  - Noche del 1 de febrero.
- Molins de Rey (Barcelona)
  - del 4 de febrero al 6 de febrero
- Dos Torres (Córdoba)
  - 5 de febrero
- Patones (Madrid)
  - del 1 de febrero al 2 de febrero
- Barriopedro
  - 2 de febrero (aprox.)
- El Casar
  - 2 de febrero (aprox.)
- Torrejón del Rey
  - 2 de febrero (aprox.)
- Valdesotos
  - 2 de febrero (aprox.)

- Fompedraza
  - 2 de febrero (aprox.)
- Tordehumos
  - 2 de febrero (aprox.)
- La Fregeneda
  - 2 de febrero (aprox.)
- Palaciosrubios
  - 2 de febrero (Aprox.)
- Villamayor
  - 2 de febrero (aprox.)
- Añora
  - 2 de febrero (aprox.)
- Bujalance
  - 2 de febrero (aprox.)
- Colmenar
  - 2 de febrero (aprox.)
- Barbastro
  - 2 de febrero (aprox.)

### Bolivia

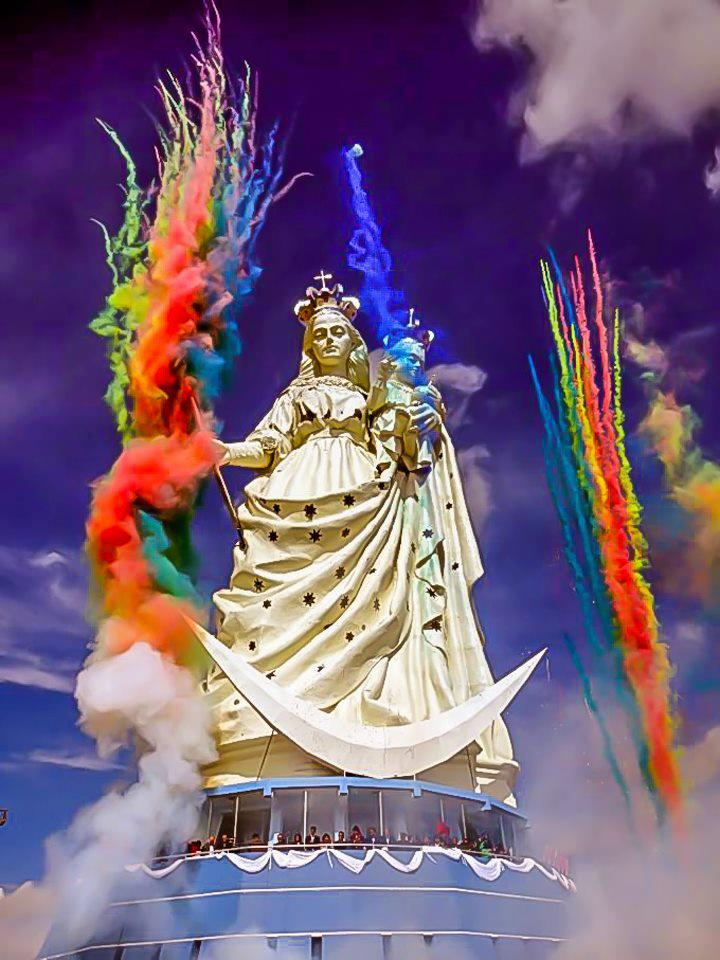
Monumento a la Virgen Candelaria, Patrona del Socavón (Virgen del Socavón), Oruro. Bolivia

La Virgen de la Candelaria del Socavón, más conocida como la Virgen del Socavón, es una advocación de la Virgen María que se venera en la ciudad de Oruro, Bolivia. Su fiesta más grande se celebra el sábado de carnaval, es la patrona de los mineros, además declarada “Patrona del Folklore Nacional”. por ley de 12 de febrero de 1994.

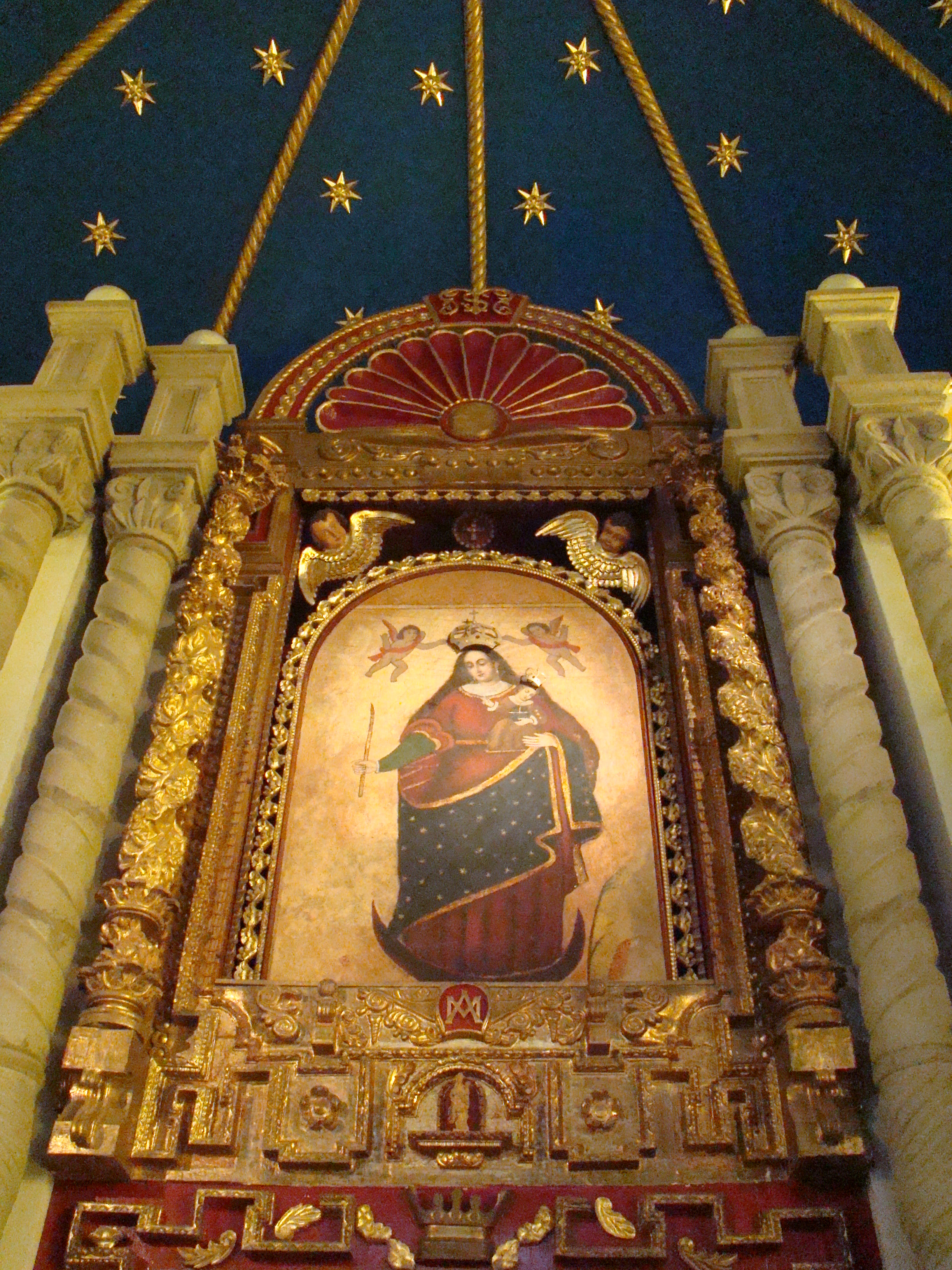
Virgen de la Candelaria del Socavón. Oruro, Bolivia

En Bolivia, la celebración a la Virgen de la Candelaria grande se realiza en sábado de Carnaval y el 2 de febrero de cada año el día de la Candelaria, en Oruro es celebración a una fiesta patronal en honor a la Virgen de la Candelaria (o del Socavón) convirtiéndose esta jornada en el día de la espiritualidad orureña, matizada con expresiones religiosas y costumbristas. en el mismo mes se celebra el Carnaval de Oruro fiesta declarada como Obra Maestra del Patrimonio Oral e Intangible de la Humanidad por la *UNESCO* el 18 de mayo de 2001 Peregrinación folklórica, cultural y religiosa llena de danzas y cantos en honor a la Virgen del Socavón, siendo esta una de las fiestas más grandes de Latinoamérica en la parte central del altiplano boliviano.
El festejo se realiza con una Procesión o Entrada de Cirios el 1 y 2 de febrero por la tarde mismo que recorre gran parte de la ciudad en una procesión con la virgen, con miles de feligreses pertenecientes a Conjuntos folklóricos del Carnaval de Oruro, devotos de toda Bolivia y países vecinos que visitan esta ciudad, quienes al canto de canciones y rezos que son elevados a la "K'achamosa orureña" llegan a su templo "el Santuario de la Virgen del Socavón", para posteriormente brindarle una serenata en el atrio y plaza del folklore.
El Carnaval de Oruro y el Día de Candelaria no siempre coinciden el mismo día por esa razón el mes de febrero en Oruro Bolivia se hacen convites (pre entradas al carnaval de Oruro como ensayos y prácticas) entre otras actividades, manteniendo un festejo constante que empieza el primer domingo de noviembre del año anterior, domingos llenos de Juegos, Ferias, Alasitas, Rifas, Parques de Diversiones y paseos en el teleférico al Monumento de la Virgen del Socavón, Visitas a la boca mina del Socavón, museos en los alrededores del Templo junto a las misas realizadas y ensayos de danzarines que se extienden a lo largo del año como preparativos Carnaval en varias ciudades de Bolivia (La Paz, Potosí, Sucre, Cochabamba, Tarija, Santa Cruz, Trinidad y pueblos adyacentes), danzarines que viajaran paulatinamente a los convites y finalizando su participación los días de Carnaval: dos semanas antes Jueves de Compadres, una semana antes Martes de Challa (ofrenda a la Pachamama) Jueves de Comadres Sábado de Entrada, Domingo de Corso, Lunes de Calvario, Martes y Miércoles Cacharpaya, jueves y viernes de Cenizas. 
En la Actualidad la imagen más grande de la Virgen de la candelaria es el Monumento a la Virgen Candelaria del Socavón inaugurada el 1 de febrero del 2013 con una altura de 45,40 metros y 8,60 metros en la Base Ubicada en la ciudad de Oruro - Bolivia

### Costa Rica
En Costa Rica se celebra el Rezo del Niño Jesús, una reunión familiar para orar y compartir diversos alimentos, que marca el final de la época navideña costarricense.

### Perú
La festividad más grande del Perú es la Festividad en honor a la Virgen de la Candelaria nombrado Patrimonio Cultural e Inmaterial del Perú y de la Humanidad. Día principal 2 de febrero, se lleva a cabo en la ciudad de Puno (Perú) y que se prolonga por 2 semanas y los ensayos para la festividad se realiza por 3 meses. En ella participan alrededor de 270.000 entre danzarines y músicos dividido en 120 danzas autóctonas y unas 100 danzas mestizas en promedio, estas tienen un promedio de 800 a 1000 danzantes y 200 músicos, que representan diferentes danzas autóctonas y de luces de la región. Uno de los investigadores de esta festividad peruana fue José María Arguedas.

### Chile
También en la ciudad de Copiapó en el norte de Chile se celebra a la Virgen de la Candelaria con bailes religiosos, mucho fervor popular ya que en su día más álgido llega a convocar a más de 150.000 personas en los alrededores del templo que se ubica al oriente de la ciudad.
En Carelmapu la celebración de la candelaria más grande del sur de Chile, y con un carácter especial, esto porque los buzos, hombres de mar, acompañan a la virgen en la procesión, para que ella los acompañe en su vida diaria y los traiga de regreso a casa sanos y salvos.
De igual manera, esta festividad es celebrada en Chanco, región del Maule, donde los peregrinos asisten en primera instancia a "La Novena", es decir, celebran nueve misas antes del 2 de febrero, día en que sucede la procesión de la Virgen de la Candelaria por la avenida central del pueblo, acompañado de una gran feria que se extiende por todas las calles chanquinas.
Finalmente, en la localidad de Candelaria de la Comuna de Quellón, en la Isla de Chiloé, existen registros orales de la celebración que datan desde antes de 1900.

### Cuba
También se celebra en Cuba, en la ciudad de Morón y en Consolación del Sur, Pinar del Río. Hace algunos años las autoridades locales han permitido nuevamente que se realice la tradicional procesión aunque no se permitan los festejos de antes de enero de 1959.

### El Salvador
En El Salvador La Virgen de Candelaria es patrona de un pueblo llamado Jucuarán. La ciudad de Jucuaran celebra el 1 y 2 de febrero las fiestas de romería en honor a la Virgen de Candelaria. Cuando esta ciudad, en apenas un poblado, fue hallada una Imagen en las riberas de las Playas del Espino; personas Católicas de esa época dedujeron que era la Virgen de Candelaria, según la forma de la imagen, por lo cual fue traída a la antigua ermita en un lugar llamado hoy Pueblo Viejo y desde entonces le son dedicadas dichas fiestas.

### México

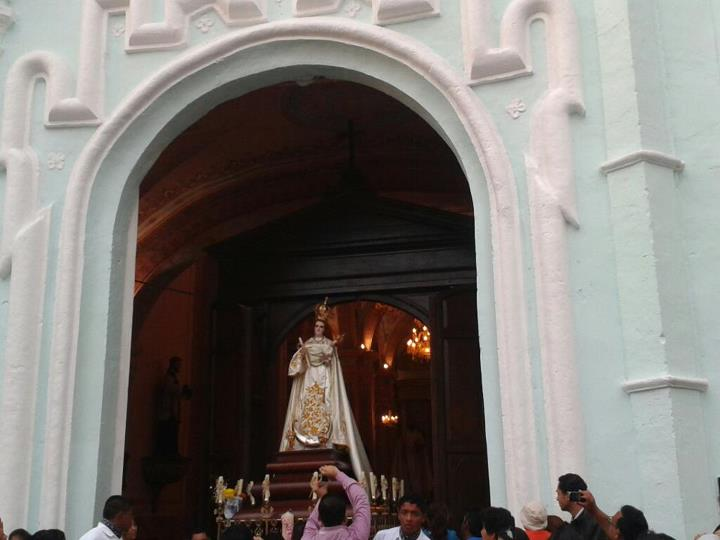
Templo de la Candelaria en Veracruz

En México y Guatemala, el Día de la Candelaria se acostumbra que, quien obtuvo el niño oculto en la rosca de reyes, haga una fiesta (tradicionalmente basada en tamales y atole, ambos productos de maíz). Esta tradición tiene raíces prehispánicas; en muchos pueblos los habitantes llevan a la iglesia mazorcas para que sean bendecidas a fin de sembrar sus granos en el ciclo agrícola que inicia, pues el 2 de febrero coincide con el undécimo día del primer mes del antiguo calendario azteca, cuando se celebraba a algunos dioses tlaloques, según fray Bernardino de Sahagún. En el centro de México se acostumbra vestir al niño Dios del nacimiento navideño y llevarlo a oír misa, después de lo cual, es colocado en un nicho donde permanecerá el resto del año.
La festividad en honor a la Virgen de la Candelaria venerada en el pueblo de La Candelaria, Coyoacán se ve distinguida por el colorido de sus andas que se remontan a la época prehispánica. Elaboradas con flores naturales sostenidas por una estructura de madera, son su mayor vista de manera folklórica.
Así mismo, los habitantes de esta zona, elaboran tapetes de aserrín pintado, lo que marca un alto talento en el manejo de matea, acompañada de salvas de cohetes, castillos multicolores, su tradicional atolada (llamada así por la cantidad de atole de pinole, que es obsequiado a toda la gente para mitigar el frío de la noche) pueblos vecinos que al igual que las comparsas en Europa, realizan caravanas con imágenes religiosas de los pueblos circunvecinos.

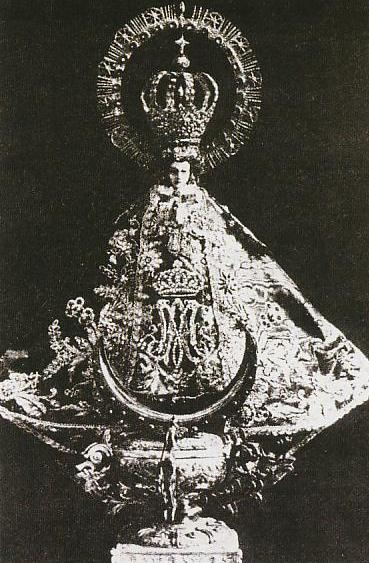
La Virgen de San Juan de los Lagos, también celebrada el día de la Candelaria

- San Juan de los Lagos, Jalisco
- Tlacotalpan, Veracruz
- Soledad de Doblado, Veracruz
- La Candelaria, Campeche
- Zumpango del Río, Guerrero
- Tacubaya, Ciudad de México
- Mixcoac, Ciudad de México.
- Villa Purificación, Jalisco
- Cañadas De Obregon, Jalisco

#### Sincretismo cultural
En el mundo indígena, el ciclo de la purificación y penitencia inicia con la fiesta de la Candelaria, continúa con el carnaval, la Cuaresma y la Semana Santa, es decir en sentido diferente al calendario católico tradicional, que marca el inicio de dicho ciclo con el segundo. Si se sabe que la siembra y las estaciones del año marcan la vida religiosa, social, comercial y cultural de los pueblos, esto queda demostrado con las festividades del Día de la Candelaria, que en México se conmemora desde la época colonial.
Conforme a la región y el grupo étnico, la celebración tiene determinadas características, así hay quienes lo hacen con bailes populares, fuegos pirotécnicos, procesiones, ferias, música de banda, representaciones teatrales, intercambio de flores, danzas tradicionales y, por supuesto, la bendición al Niño Dios.
En algunos lugares, como en la Ciudad de México, se ha hecho una tradición que a las personas que les tocó el muñeco durante la partida de rosca del Día de Reyes se convierta en el padrino del Niño Dios para cumplir con el Día de la Candelaria. Explicó Alma Solís del Manzano, estudiosa de esta tradición popular:

Para cumplir con su tarea, el padrino o madrina debe levantar al Niño del pesebre del nacimiento, donde se colocó el 24 de diciembre luego de arrullarlo, en la casa que ofreció la merienda del día seis de enero, ya levantado tiene que vestir al Niño Dios.

El ritual del Día de la Candela de chocolate espumoso o atole de diversos sabores. Todo el ritual que significa la celebración del Día de la Candelaria es resultado del sincretismo de dos culturas y religiones: la católica, que remite a cuando la Virgen María llevó al niño Jesús al templo, y la prehispánica, en la que se llevaban tamales al rendir culto a los dioses.
La tradición prehispánica establecía que se debía llevar tamales cuando se rendía culto a Tláloc, a Chalchiuhtlicue (dioses del agua) y a los tlaloques (ayudantes del primero), quienes derramaban su lluvia sobre la tierra asegurando así buenas cosechas. Tal festividad se asocia e integra a la celebración católica que también se hace coincidir con la fertilidad de la tierra y los beneficios del agua.
El antecedente remoto de vestir al niño Dios data del siglo VI, cuando se comenzó a celebrar la Fiesta de la Purificación de la Virgen María y se presentaba al Niño Jesús en el templo de Jerusalén, misma que se extendió luego a los países del Medio Oriente. Años después, está celebración llegó a Roma, donde pasó a formar parte de la letanía. Más adelante, en el siglo IX, se le agregó la ceremonia de bendición de las candelas, palabra de donde se deriva la fiesta de la Fiesta de la Candelaria.

#### El platillo de los mexicanos
Los tamales, alimento que data de la época precolombina y que forma parte de la dieta de los mexicanos, se sirven calientes, habiéndolos de diferentes variedades, tales como: rajas con queso, verdes, mole con pollo o carne de puerco y de dulce. Tradicionalmente se degustan con atole de distintos sabores o café.
En muchas esquinas o entre las calles, principalmente de los barrios populares o clasemedieros de la capital, e incluso de varias ciudades del interior del país, se puede encontrar algún vendedor de tamales. La mayoría de los mexicanos come tamales durante el transcurso del año, pero el Día de la Candelaria representa una fecha especial para ello. Después de la misa de bendición del Niño Dios se retorna a casa para celebrar el acontecimiento con tamales y atole.
El fraile español Bernardino de Sahagún, en sus escritos, se refiere a la gran variedad de tamales que se podían encontrar en los mercados de aquel entonces y que, incluso, estaban presentes en los banquetes del emperador Moctezuma. Esta comida tiene mucha influencia azteca. En aquel entonces los tamales los rellenaban con chile dulce, tomate y semillas de zapallo molidas, mezcladas a las carnes de faisanes, codornices y pavos. Los preparaban con semillas de ayote o zapallo molidas, tomate, miel de abejas y caracoles. Para esto utilizaban carnes de xulo o perro mudo, tepezcuintle, chompipe y venado y los envolvían en hojas de maíz.
Con la llegada de los españoles, se les agregaron ingredientes traídos de Europa, tales como garbanzos, arroz, aceitunas, alcaparras, pasas y ciruelas, Por lo tanto, el tamal preparado en familia es una mezcla entre lo prehispánico y lo español. Sin embargo, hoy día se degustan regularmente ya sean solos o en torta (se utiliza el bolillo o el birote).
Tamales de dulce, verdes y mole, o tamales oaxaqueños...de cuál gusta, pásele joven, güerita, señor, de cuál le damos, pásele..., son algunas de las frases con las que vendedores ofrecen su manjar en esta gran metrópoli. Los tamales son antojo de niños, jóvenes y adultos y en cada región del país se elaboran de acuerdo a sus costumbres o preferencias...